# Angelo Roth
Pour les articles homonymes, voir Roth.
Angelo Roth est un médecin, universitaire et homme politique italien, né le 1er janvier 1855 à Alghero et mort le 26 octobre 1919 à Sassari. Il est député du royaume d'Italie de 1909 à 1919.

## Biographie
Roth se spécialise en pathologie. Après avoir fini ses études à l'université de Turin, il devient professeur à Cagliari puis à Sassari en 1900. Il est recteur de l'université de Sassari de 1908 à 1916.
De sensibilité progressiste, proche de Filippo Garavetti (it), il fait ses premiers pas en politique dans la commune de Sassari, puis il est député des XXIIIe et XXIVe législatures du royaume d'Italie de 1909 à 1919. Il occupe le poste de sous-secrétaire à l'Enseignement public durant la XXIIIe législature.
Roth est entre autres membre de la Loge G. Maria Angioy de Sassari (Loggia G. Maria Angioy di Sassari), affiliée au Grand Orient d'Italie.

## Postérité
Des rues d'Alghero et de Sassari portent le nom d'Angelo Roth. À Alghero, sa ville natale, lui sont dédiés un établissement d'enseignement supérieur et un prix de médecine remis par le Rotary Club de la ville.